# Clorina

Molécula de clorina

La clorina es un compuesto orgánico macrocíclico y heterocíclico aromático, que consiste en un conjunto de cuatro anillos de pirrol, uno de los cuales está en forma reducida, unidos por cuatro enlaces metino (=CH-). Es un análogo estructural de la porfirina.
La clorina, a través de sus átomos de nitrógeno, es capaz de unirse a un átomo de metal como el magnesio. Estas clorinas están presentes en la clorofila y constituyen el pigmento fotosensible presente en los cloroplastos. Las bacterias fotosintéticas poseen un compuesto similar a la clorina, pero que contiene dos anillos de pirrol reducido. Este compuesto recibe el nombre de bacterioclorina.